# Skafognaty
Skafognaty (Scaphognathinae) – podrodzina pterozaurów z rodziny ramforynchów (Rhamphorhynchidae).
Żyły w późnej jurze na terenie Europy, Azji oraz Ameryki Północnej i Środkowej.

## Rodzaje
- Kakibupteryx (Cacibupteryx),
- Harpaktognat (Harpactognathus),
- Pterorynch (Pterorhynchus),
- Skafognat (Scaphognathus),
- Sordes (Sordes).